# Молодёжный парламент Греции

Состав Молодёжного Парламента на 2010 год:
Греция (258)
Республика Кипр (20)
Греческая диаспора (16)
Германия (6)

Молодёжный парламент Греции (греч. Βουλή των Εφήβων, буквально Парламент Подростков) — молодёжная парламентская организация, образованная в 1994 году и проводящая ежегодные заседания в Парламенте Греции. В Молодёжный парламент избираются 300 человек в возрасте от 17 до 20 лет на основе конкурса эссе. 258 человек избираются от Греции, 20 от Кипра и ещё 22 от других стран с крупной греческой общиной. Цель образованного парламента — активное участие греческой молодёжи в политической жизни страны и помощь в становлении активной гражданской позиции. Девиз Парламента — «Воображение к Власти» (греч. Η Φαντασία στην Εξουσία). Последние выборы состоялись 14 июня 2010 года.

## Структура
Структура Молодёжного парламента напоминает традиционный Парламент Греции. Проводятся пленарные заседания с участием всех делегатов. Образуются пять парламентских комитетов, имеющих те же функции, что и основные комитеты. В состав Молодёжного парламента входят
- Пленарий
  - Комитет по обороне и внешней политике
  - Комитет по вопросам образования
  - Комитет по финансам, производству и коммерции
  - Комитет общественной администрации, порядка и правосудия
  - Комитет по социальным вопросам

## Текущий созыв
Состав Парламента на 2010 год:

### Греческая республика
- Греция: 258

### Греческая диаспора
| - Австралия: 2 - Бельгия: 1 - Канада: 2 - Кипр: 20 - Египет: 2 - Эфиопия: 1 - Германия: 6 | - Израиль: 1 - Иордания: 1 - Ливия: 1 - ЮАР: 2 - Великобритания: 1 - США: 2 |